# Dans le ventre du crocodile
Albums de Disiz
Disiz the End.
(2009) Lucide EP
(2012)
Singles
Dans le ventre du crocodile est le 6e album studio en solo du rappeur Disiz, y ayant complété son nom d'artiste en Disiz Peter Punk en référence à Peter Pan, et à son crocodile au ventre faisant un tic tac de réveil, dans le titre de cet opus orienté rock, electro et rap sorti le 20 mai 2010 en France.

## Liste despistes
| No  | Titre                       | Producteur(s) | Durée |
| --- | --------------------------- | ------------- | ----- |
| 1.  | Mutation (Intro)            |               | 2:05  |
| 2.  | Dans le ventre du crocodile |               | 3:27  |
| 3.  | Rien comme les autres       |               | 3:37  |
| 4.  | Yeah Yeah Yeah              |               | 3:48  |
| 5.  | Je t'aime mais je te quitte |               | 3:05  |
| 6.  | Jolies planètes             |               | 3:02  |
| 7.  | Faire la mer                |               | 3:29  |
| 8.  | Trans-Mauritania            |               | 4:04  |
| 9.  | Problème XXX                |               | 2:09  |
| 10. | Les Monstres                |               | 4:15  |
| 11. | Paradoxe                    |               | 3:40  |
| 12. | La Luciole                  |               | 3:59  |
| 13. | Les Équilibristes           |               | 2:46  |